# Truden
Truden (italià Trodena) és un municipi italià, dins de la província autònoma de Tirol del Sud. És un dels municipis del districte d'Überetsch-Unterland. L'any 2007 tenia 963 habitants. Comprèn les fraccions de Kaltenbrunn (Fontanefredde), Mühlen (Molini di Trodena) i San Lugano. Limita amb els municipis d'Aldein (Aldino), Altrei (Anterivo), Capriana, Carano, i Montan (Montagna).

## Situació lingüística
| Pertinença lingüística (cens 2001) | 78,58% alemany |
| Pertinença lingüística (cens 2001) | 20,73% italià  |
| Pertinença lingüística (cens 2001) | 0,69% ladí     |

## Administració

Territori comunal

| Període | Identitat       | Partit |
| ------- | --------------- | ------ |
| 2004-   | Edmund Lanziner | SVP    |